# Franse tuin

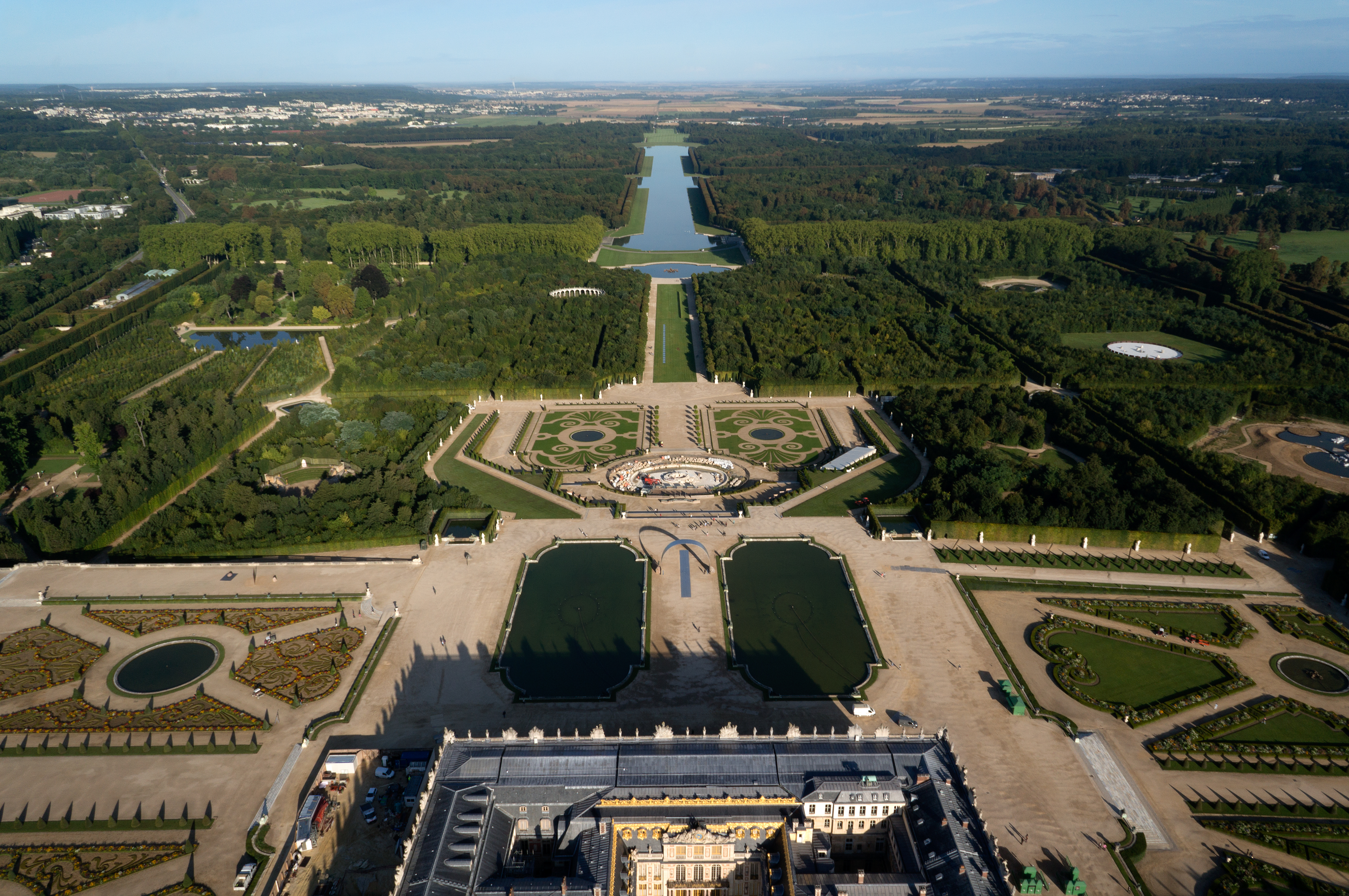
De kasteeltuin van Versailles, vogelperspectief.

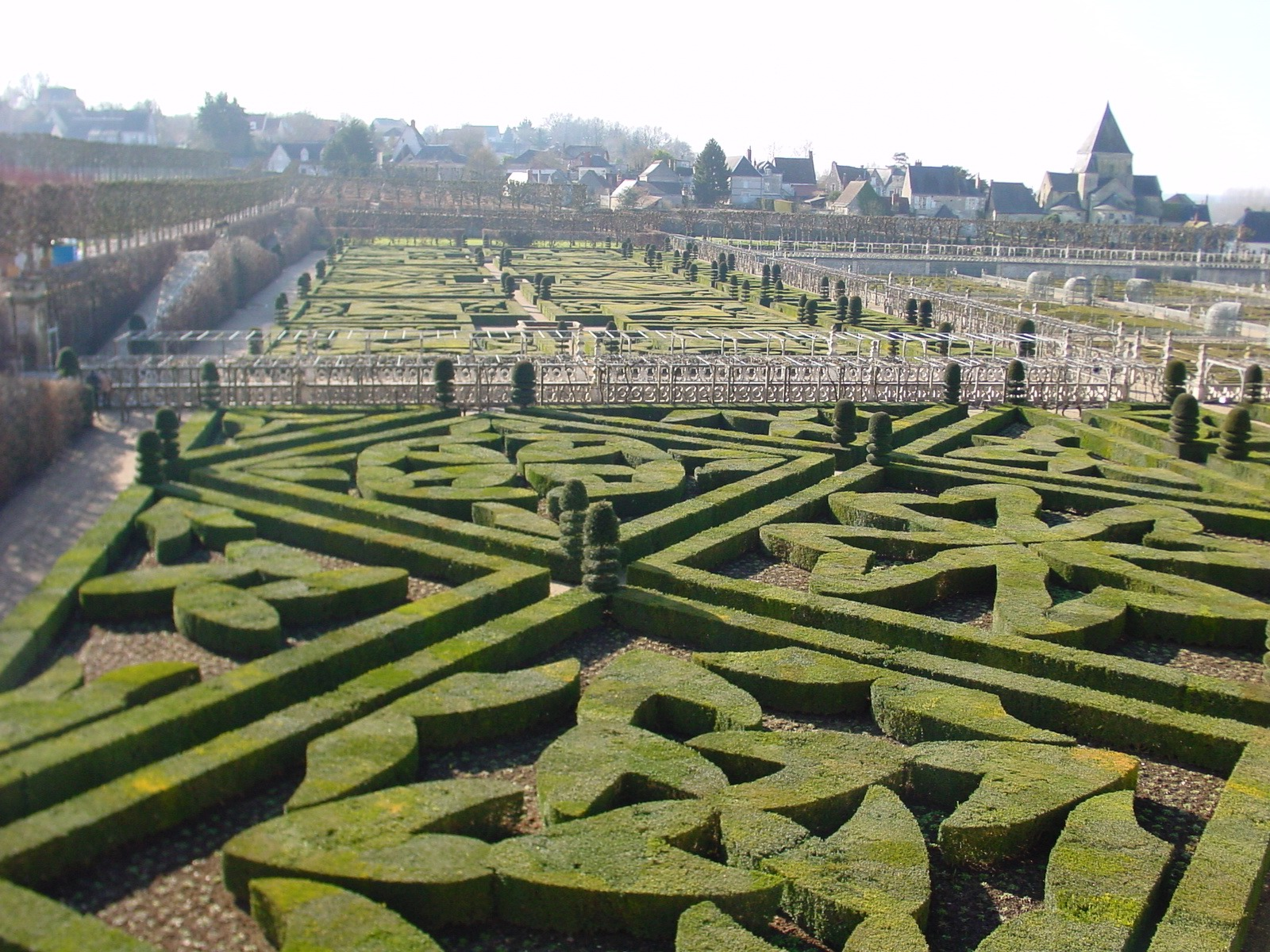
De Franse tuin van het kasteel van Villandry

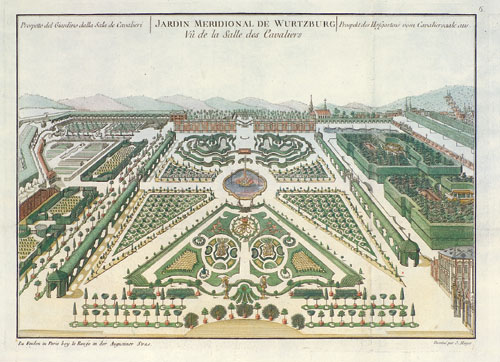
ontwerp van de Franse tuin in Wurzburg, Duitsland

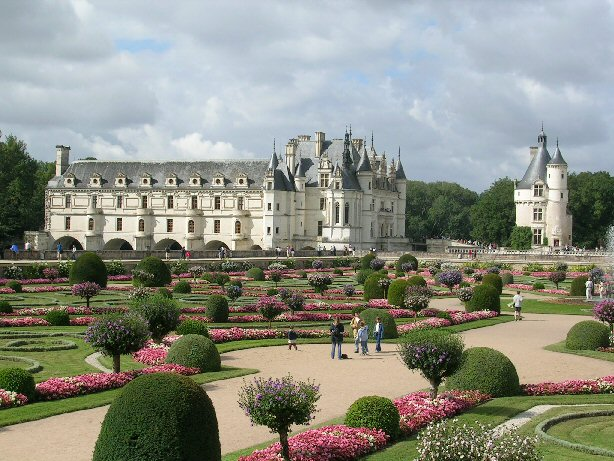
Tuin van Diana van Poitiers

Een Franse tuin (Jardin à la Française) of baroktuin is een formele tuin die is aangelegd in een Franse stijl, naar model van de Italiaanse renaissance-tuin. Een bekend voorbeeld is de Franse tuin in Versailles.

## Historiek
De eigenlijke Franse tuin werd geschapen door André le Nôtre bij het kasteel van Vaux-le-Vicomte; later werd hij tot architect des konings benoemd aan het hof van Versailles. Le Nôtre slaagde erin symmetrie, grote grasvelden met parterres, geschoren hagen in strakke lijnen en buxusheggetjes te verwerken in een harmonieus landschap.
Nadat Le Nôtre internationale faam had verworven, breidde deze tuinstijl zich al snel uit naar andere Europese hoven. In vele landen verschenen pompeuze paleizen met een strakke Franse tuin.
Vanaf 1863 is er in Amsterdam ook een Franse tuin; deze is bekend als de Hollandse Tuin in Artis en was oorspronkelijk een slag groter.
Vlak voor de Franse Revolutie verwelkte de stijl; veel architecten kozen toen voor de Engelse tuin.
Vele Franse kastelen, vooral de grote renaissancekastelen in de Loirevallei, hebben nog Franse tuinen.

## Bekende Franse tuinen
- Tuinen van Versailles door André le Nôtre, tuinarchitect des konings.
- Tuin van Vaux-le-Vicomte
- Tuin van Diana van Poitiers van het kasteel van Chenonceau.
- Sommige tuinen van de kastelen van de Loire
- Tuin van het Paleis Het Loo in Apeldoorn
- Jardin des Tuileries in Parijs
- Herrenhäuser Gärten in Hannover
- Kasteeltuin Assumburg in Heemskerk
- Kasteel van Le Mesnil-Geoffroy heeft een rozentuin die de barok als centrale stijl heeft.